# Who Wants to Get Down?
 (février 2012).
Who Wants to Get Down est un EP de musique acoustique, Rock alternatif de Joey Cape et Jon Snodgrass. Il est sorti en février 2009 chez Suburban Home Records.
Chaque chanteur a contribué à chacun un morceau. Celui de Joey Cape était un inédit et celui de Jon Snodgrass une adaptation d'une chanson de son album solo intitulé Visitor's Band. L'EP a été pressé sur 200 vinyles de couleur rouge, 300 blancs et 500 bleus.

## Pistes
| No | Titre                    | Durée |
| -- | ------------------------ | ----- |
| 1. | "I'm Not Gonna Save You" | 2:44  |
| 2. | "Brave With Strangers"   | 3:46  |